# ريبيكا موريس
ريبيكا موريس (بالإنجليزية: Rebecca Morris)‏ هي رسامة أمريكية، ولدت في 1969 في هونولولو في الولايات المتحدة.